# Шайтанка (приток Ирбита)
Шайтанка — река в России, протекает в Свердловской области. Устье реки находится в 119 км по правому берегу реки Ирбит. Длина реки составляет 27 км, площадь водосборного бассейна 257 км². Вытекает из Ирбитского озера. Возле устья дамбами образованы Шайтанское водохранилище и Инвалидский пруд. Впадает в Красногвардейское водохранилище на Ирбите.

## Данные водного реестра
По данным государственного водного реестра России относится к Иртышскому бассейновому округу, водохозяйственный участок реки — Ница от слияния рек Реж и Нейва и до устья, речной подбассейн реки — Тобол. Речной бассейн реки — Иртыш.
Код объекта в государственном водном реестре — 14010501912111200007019.